# 中国驻厄立特里亚大使列表
本列表为中華人民共和國驻厄立特里亚历任大使名录。

## 历任中国驻厄立特里亚大使

### 中华人民共和国驻厄立特里亚大使（1993年至今）
1993年5月24日，厄立特里亚正式独立，同日，中华人民共和国与厄建交。8月2日，中国驻厄立特里亚大使馆正式开馆。
| 姓名   | 任命           | 任命           | 到任          | 递交国书       | 免职           | 免职           | 离任       | 外交衔级 | 外交职务     | 备注 |
| 姓名   | 全国人大常委会 | 主席           | 到任          | 递交国书       | 全国人大常委会 | 主席           | 离任       | 外交衔级 | 外交职务     | 备注 |
| ------ | -------------- | -------------- | ------------- | -------------- | -------------- | -------------- | ---------- | -------- | ------------ | ---- |
| 张世华 | 1993年7月2日   | 1993年8月24日  | 1993年9月     | 1993年9月17日  | 1995年12月28日 | 1996年4月4日   | 1996年2月  | 大使     | 特命全权大使 |      |
| 史永久 | 1995年12月28日 | 1996年4月4日   | 1996年3月     | 1996年4月4日   | 1999年4月29日  | 1999年8月13日  | 1999年7月  | 大使     | 特命全权大使 |      |
| 陈占福 | 1999年4月29日  | 1999年8月13日  | 1999年8月     | 1999年9月6日   |                | 2003年8月25日  | 2003年6月  | 大使     | 特命全权大使 |      |
| 黄永安 |                | 2003年8月25日  | 2003年7月21日 | 2003年8月19日  | 2005年10月27日 | 2006年3月2日   | 2006年1月  | 大使     | 特命全权大使 |      |
| 舒展   | 2005年10月27日 | 2006年3月2日   | 2006年2月15日 | 2006年3月10日  | 2009年4月24日  | 2009年8月5日   | 2009年7月  | 大使     | 特命全权大使 |      |
| 李连生 | 2009年4月24日  | 2009年8月5日   | 2009年8月9日  | 2010年2月20日  | 2011年12月31日 | 2012年6月18日  | 2012年5月  | 大使     | 特命全权大使 |      |
| 牛强   | 2011年12月31日 | 2012年6月18日  | 2012年6月27日 | 2012年10月22日 | 2014年6月27日  | 2014年11月19日 | 2014年10月 | 大使     | 特命全权大使 |      |
| 邱学军 | 2014年6月27日  | 2014年11月19日 | 2014年12月7日 | 2014年12月16日 | 2016年7月2日   | 2017年2月6日   | 2016年10月 | 大使     | 特命全权大使 |      |
| 杨子刚 | 2016年11月7日  | 2017年2月6日   | 2017年1月21日 | 2017年4月18日  | 2019年10月26日 | 2020年7月31日  | 2020年2月  | 大使     | 特命全权大使 |      |
| 蔡革   | 2019年10月26日 | 2020年7月31日  | 2020年7月3日  | 2021年7月15日  |                | 2024年5月14日  | 2023年8月  | 大使     | 特命全权大使 |      |
| 李响   |                | 2024年5月14日  | 2024年5月3日  | 2024年12月17日 | 现任           |                |            | 大使     | 特命全权大使 |      |